# Krao Farini
Pour les articles homonymes, voir Farini (homonymie).
Krao Farini (née en 1876 au Laos, morte le 16 avril 1926 à New York) est une femme atteinte d'hypertrichose, exhibée dans les pays occidentaux à la fin du XIXe siècle et au début du XXe siècle.

## Biographie

### Origines
Née au Laos dans une province du nord du Siam, les versions concernant les origines de Krao Farini sont incertaines. 

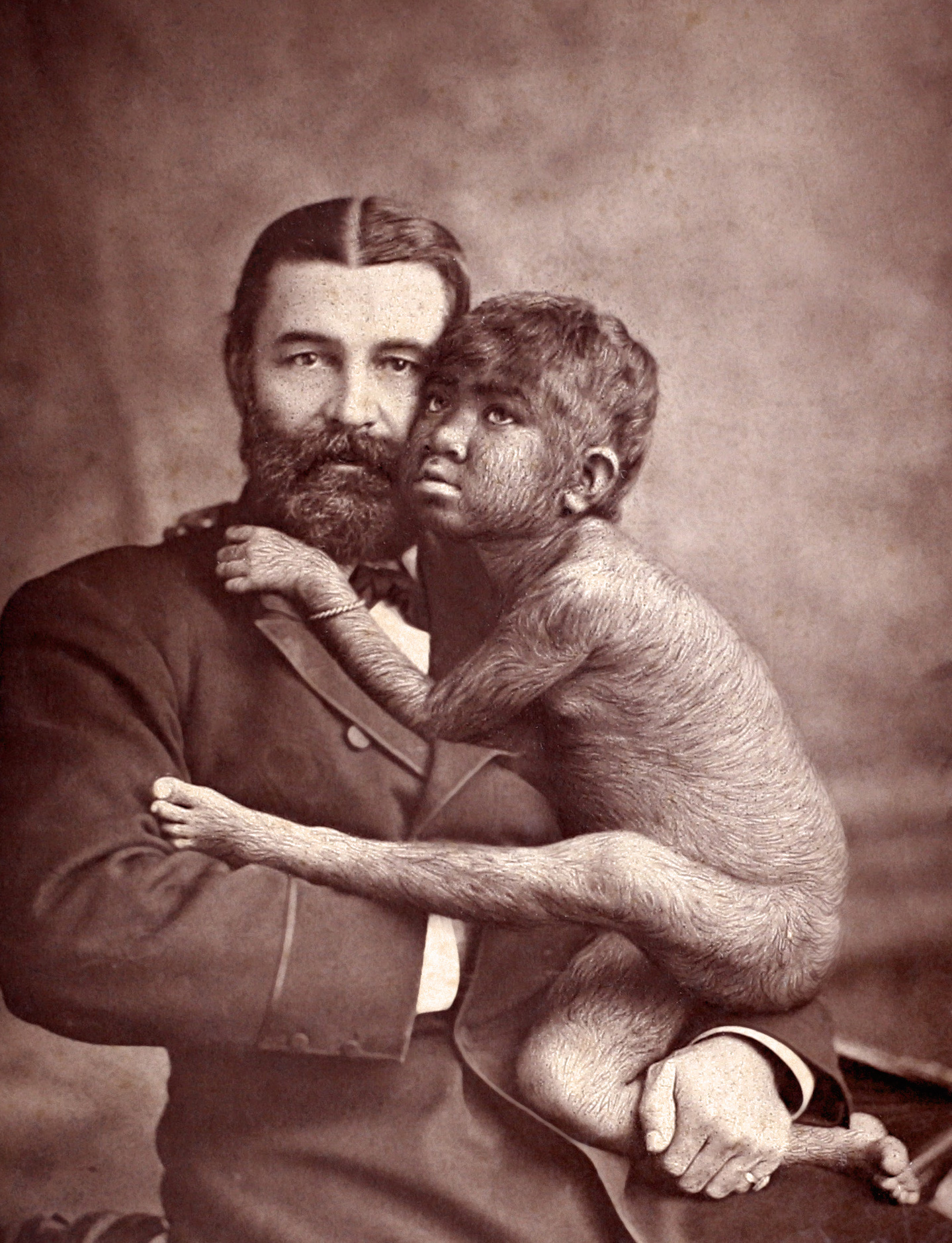
William Leonard Hunt et Krao Farini en 1883.

Une version relate qu'en janvier 1882, Krao et ses parents furent capturés lors d'une expédition menée par l'explorateur Carl Bock et l'anthropologue George Shelly. Elle est décrite comme faisant partie d'une tribu appelée "Kraos-monink" dont les hommes sont tous couverts de poils, vivant dans les arbres, qu'ils n'ont pas la connaissance du feu et par conséquent se nourrissaient de fruits, de poissons et de noix. La mère de Krao est détenue à Bangkok et son père meurt du choléra lors d'une épidémie à Chiang Mai . Son nom signifiait « singe » en siamois. On assimile son prénom à un cri d'appel de ses parents[réf. nécessaire]. Orpheline, l'enfant est adopté sous l'autorisation du roi.
Un autre récit affirme qu'environ en 1882, Carl Bock a mené une expédition financée par Guillermo Antonio Farini en Birmanie qui, selon le naturaliste Francis Trevelyan Buckland, lui relève l'existence de personnes d'une taille inhabituelle et poilue dans ce pays. Selon cette version, la famille de Krao est détenue par le roi du Laos qui autorise l'adoption de l'enfant.
Elle est également décrite comme ayant un certain nombre de caractéristiques anatomiquement inhabituelles en plus de ses poils corporels, notamment une vertèbre thoracique supplémentaire, une paire supplémentaire de côtes, des poches sur les joues, une hypermobilité de ses articulations et un manque de cartilage dans ses oreilles et son nez.

### Exhibition publique
À partir de 1883, Krao Farini est adopté par Guillermo Antonio Farini. Cette figure paternelle est amplifiée dans les publicités à travers des illustrations et photographies, par exemple où il tient Krao dans ses bras. Il est même mentionné que Krao s'adresse à lui en l'appelant « papa » et qu'il exerce une certaine autorité pour s'assurer de son éducation comme dans une relation parent-enfant.

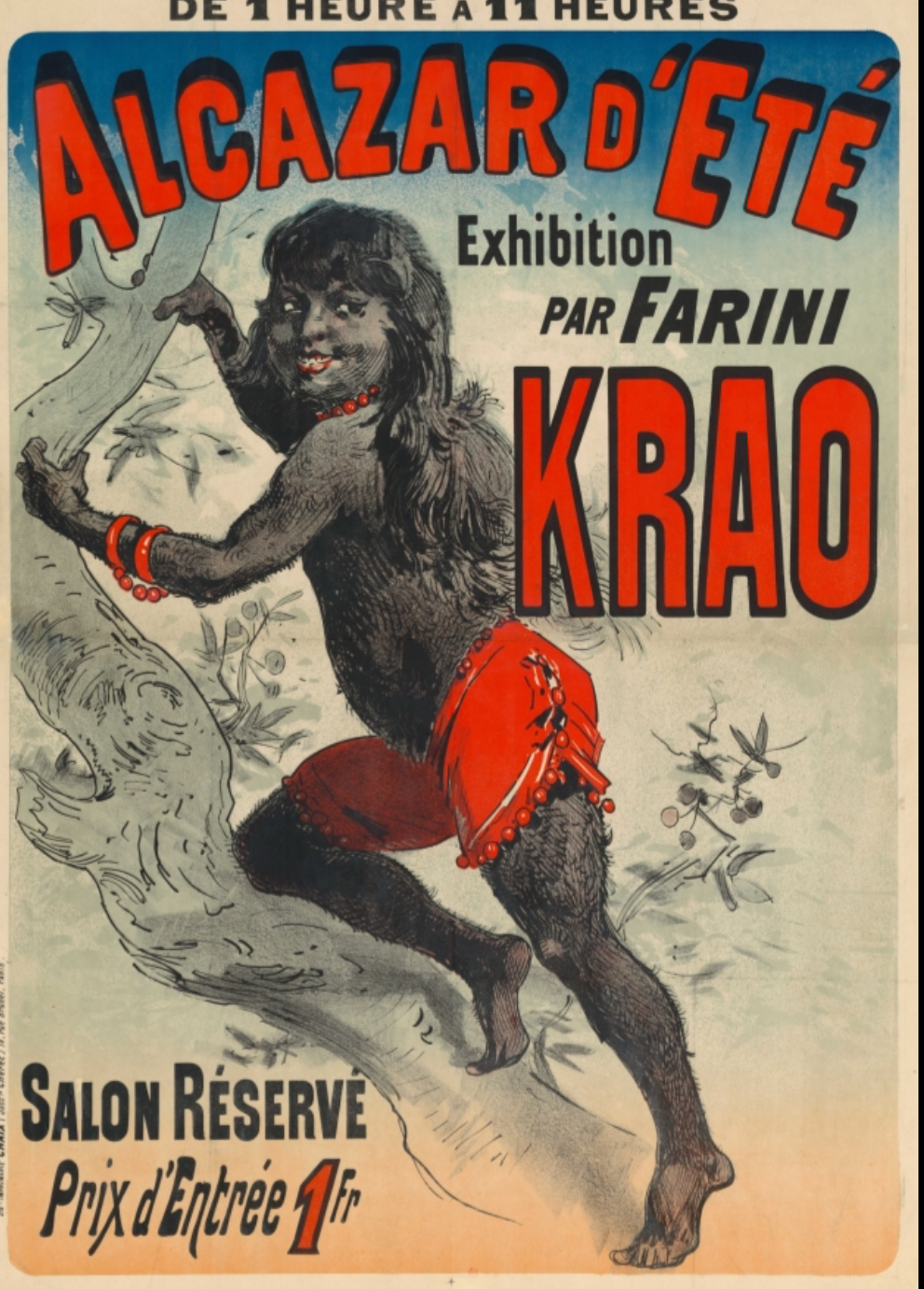
Affiche de Krao Farini à l'Alcazar d’Été.

Alors âgée de sept ans, elle est exposée à Londres au Royal Aquarium de Westminster. comme un exemple de chaînon manquant entre l'homme et le singe et une preuve de la théorie de l'évolution de Charles Darwin. Du fait de sa pilosité abondante qui recouvrait la totalité du corps, Krao est examinée à Dublin par des intellectuels de Trinity College et des scientifiques de la Royal Society l’été précédant son exhibition londonienne. Le spectacle est complété par des communications « scientifiques » avec une  brochure relatant la capture de Krao par l’explorateur Carl Bock, qui, donnait un compte-rendu anthropologique caricatural de l’environnement et des mœurs birmans dans un contexte où cette culture est méconnue. Elle apprend l'allemand et un peu d'anglais. Début novembre 1884, elle part à Philadelphie puis est présentée à Paris en juin 1886,,. En 1899, Krao fait une tournée au Royaume-Uni qui comprend des apparitions à Cardiff et Édimbourg. Elle vit les dernières années de sa vie à Brooklyn au 309 East Nineteenth Street. Dans la foule, en dehors des exhibitions, elle se cache derrière un voile. Elle meurt de la grippe le 16 avril 1926. Elle a demandé que son corps soit incinéré afin d'éviter que son cadavre ne soit regardé.

## Source de la traduction
- (en) Cet article est partiellement ou en totalité issu de l’article de Wikipédia en anglais intitulé « Krao Farini » (voir la liste des auteurs).